# ジャンナ・ナンニーニ
ジャンナ・ナンニーニ（Gianna Nannini, 1954年6月14日-）はイタリアのロック歌手。代表曲「Bello e impossibile」のヒットで知られる。イタリア、ドイツ、スイス、オーストリアを中心に活動しており、これまでにレコードを1,100万枚以上売り上げている。

## プロフィール
1954年、トスカーナ州シエーナにある名門菓子店の娘として生まれる。弟に元F1レーシングドライバーのアレッサンドロ・ナニーニがいる。
ルッカの音楽学校でピアノを習い、1976年に最初のアルバムを発表した。
1979年に出したアルバム『California』の楽曲「America」が最初の成功となり、欧米のマーケットへの道が開かれることとなった。この時期にコニー・プランクとの共同制作の「Sconcerto rock」のサウンドトラックも注目された。
1984年に爆発的ヒットとなった6枚目のアルバム『Puzzle』が発売、シングル「Fotoromanza」は多くの楽曲賞を受賞し、ヨーロッパツアーは大成功をおさめた。さらに、モントルージャズフェスティバルに参加や、8月から10月にかけてイタリアの40弱の都市でのコンサート・ツアーを開き、30万人を動員した。「Fotoromanza」はミケランジェロ・アントニオーニによるビデオの功績もあり、2ヶ月間首位を獲得、『Puzzle』は6ヶ月間、イタリア・アルバムチャートに10位以内にチャートインした。アルバムはドイツ、オーストリア、スイスでもチャート1位となった。イベント「フェスティヴァルバール」、「Vota la voce」、「Telegatto d'oro」(ラッファエッラ・リーヴァと共に)等で音楽賞を受賞した。
1986年、アルバム『Profumo』を発表。シングル「Bello e impossibile」の人気に牽引されイタリアでプラチナ、ゴールドディスクを受賞、ドイツではゴールドディスク、オーストリアとスイスでもプラチナ、ゴールドディスクを受賞した。
1987年、『Maschi e altri』をリリースし100万枚以上を売り上げた。
1990年、エドアルド・ベンナートと共に、1990年のイタリア開催のワールドカップのテーマソング「Un'estate italiana」を書いた。
1994年にはシエナ大学で文学と哲学の学位を取得。翌年、フランス大使館のあるファルネーゼ宮殿のバルコニーに登り、ムルロア環礁での核実験を再開すると言う政府の決定に対し抗議の即興コンサートを行った。
現在はイタリアのポップス界の大御所として高い人気を誇り、今後も多くのCDを制作予定で、最新の映画「Enzo d'Alò」のサウンドトラックの作成に参加している。シングル「Amandoti」を含む「Perle」の後は、2006年2月にGRAZIEをリリースした。

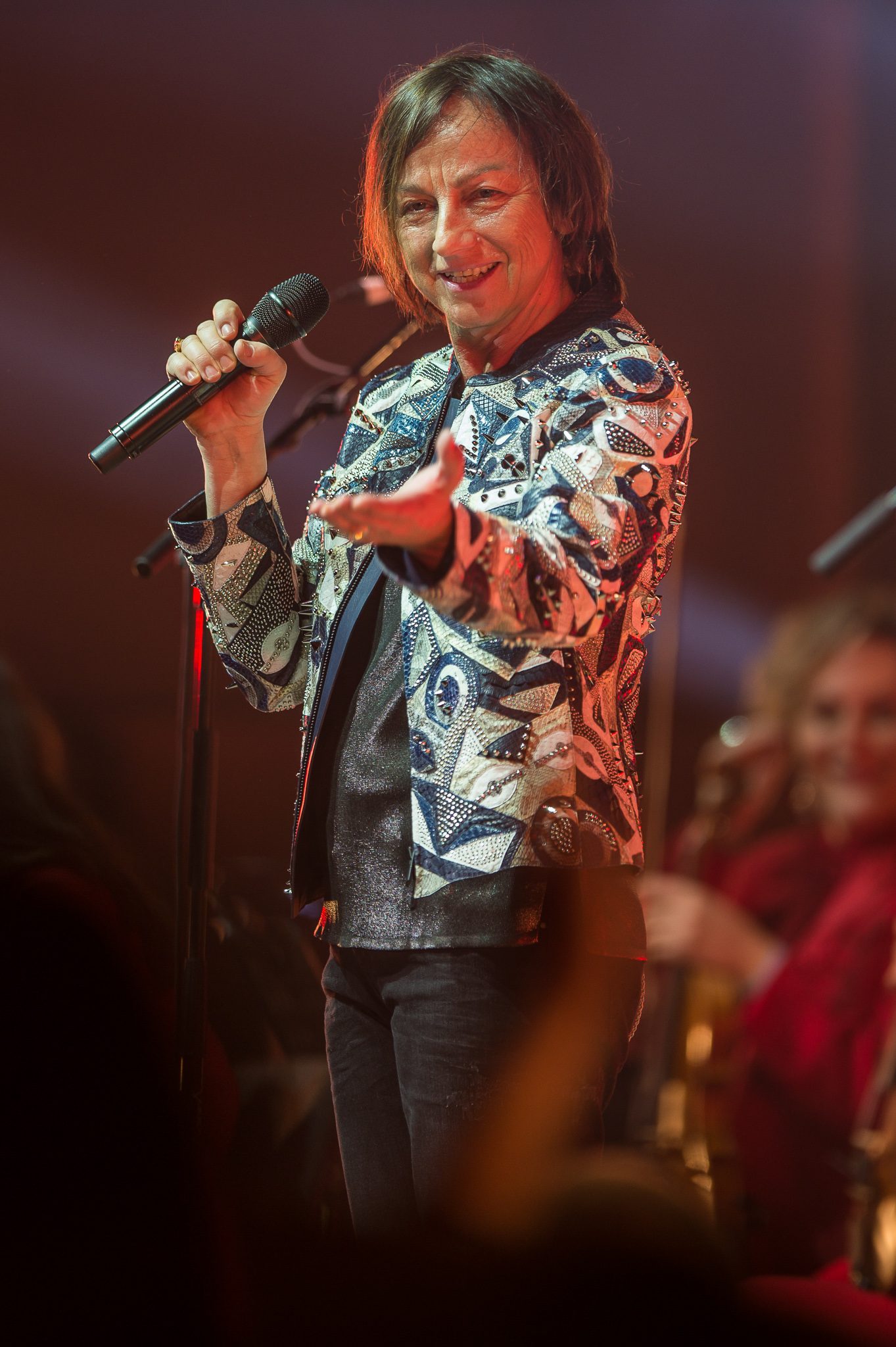
2017年のライブにて

## アルバム
日本版も数枚出ている。
- GIANNA NANNINI(1976年)
- UNA RADURA...(1977年)
- CALIFORNIA(1979年)
- G.N.(1981年)
- LATIN LOVER(1982年)
- PUZZLE(1984年)
- TUTTO LIVE(1985年)
- PROFUMO(1986年)
- MASCHI E ALTRI(1987年) - 日本版『イ・マスキ(愛した男たち)』
- MALAFEMMINA(1988年)
- SCANDALO(1990年)
- GIANNISSIMA(1991年)
- X FORZA E X AMORE(1993年) - 日本版『愛と力にかけて』
- DISPETTO(1995年)
- BOMBOLONI(1996年)
- CUORE(1998年)
- ARIA(2002年)
- PERLE(2004年)
- GRAZIE(2006年)
- PIA COME LA CANTO IO(2007年)
- GiannaBest(2007年)
- Giannadream – Solo I Sogni Sono Veri (2009年)
- Extradream – Solo I Sogni Sono Veri (2010年)
- Io e te (2011年)
- Inno (2013年)
- Hitalia (2014年)
- Hitstory (2015年)
- Amore gigante (2017年)
- La differenza (2019年)

## 家族
弟のアレッサンドロは、1980年代から1990年代にかけて活躍した元レーシングドライバーで、フォーミュラ1でも活躍し日本でも人気のレーサーである。現在は実家のナンニーニ菓子店など複数の企業を経営する実業家である（日本のメディアでは弟は姓をナニーニと表記されることが多い）。甥のマッテオもレーシングドライバーとして活動している。

## 私生活
2010年8月、54歳で妊娠を発表した。高齢での妊娠は話題となりバニティ・フェアの表紙で取り上げられた。妊娠にあたっては卵子提供がない人工授精を行い、長年の治療による自然分娩だったと公表している。2010年11月26日に、娘のペネロペ・ジェーン・シャーロットをミラノで出産した。2017年にはガールフレンドであるカーラとイギリスのロンドンに移住することを発表した。